# فائزه بیشه کلایی

فائزه بیشه کلایی (زاده ۴ اردیبهشت ۱۳۷۶ در محمودآباد) یکی از ملی پوشان تیم ملی موج سواری (استندآپ پدل بورد) زنان ایران است. وی از سال ۱۳۹۶ به صورت حرفه ای تمرینات این رشته را آغاز کرد؛ وی در سال ۱۳۹۸ در تیم ملی بزرگسالان عضویت پیدا کرد و در همان سال به مقام اول مسابقات آسیایی شانتو چین دست یافت؛ بیشه کلایی اولین و تنها مدال آور ایران در مسابقات آسیایی ۲۰۱۹ موج سواری (پدل بورد) است. وی اولین بانوی اعزامی ایران در رشته استندآپ پدل بورد می‌باشد. در کارنامه او کسب مدال‌های مختلف استانی و کشوری به چشم می‌خورد.

## افتخارات
اولین و تنها دارنده مدال طلا مسابقات آسیایی موجسواری (استند آپ پدل بورد) در ایران.
مربی استند آپ پدل بورد
مربی رسمی فدراسیون جهانی بدنسازی و فیتنس Ifbb
دانش‌آموخته تربیت بدنی و علوم ورزشی دانشگاه گیلان